# Konstantináto
Konstantináto (Konstantinato) är en ort i Grekland.   Den ligger i prefekturen Nomós Serrón och regionen Mellersta Makedonien, i den nordöstra delen av landet, 300 km norr om huvudstaden Aten. Konstantináto ligger 13 meter över havet och antalet invånare är 332.
Terrängen runt Konstantináto är platt. Runt Konstantináto är det ganska tätbefolkat, med 58 invånare per kvadratkilometer. Närmaste större samhälle är Serrai, 7,5 km norr om Konstantináto. Trakten runt Konstantináto består till största delen av jordbruksmark.